# Onciale 0172
- Papyrus
- Onciale
- Minuscules
- Lectionnaire

Le Codex 0172, portant le numéro de référence 0172 (Gregory-Aland), est un manuscrit du Nouveau Testament sur parchemin écrit en écriture grecque onciale.

## Description
Le codex se compose d'une folio. Il est écrit en une colonne, de 19 lignes par colonne. Les dimensions du manuscrit sont 14 x 11 cm. Les paléographes datent ce manuscrit du Ve siècle,.
C'est un manuscrit contenant le texte incomplet de l'Épître aux Romains (1,27-30.32-2,2). 
Le texte du codex représenté est de type alexandrin. Kurt Aland le classe en Catégorie II. 
Lieu de conservation
Il est actuellement conservé à la Bibliothèque Laurentienne (PSI 4) de Florence.